# The National Cyclopaedia of American Biography
The National Cyclopaedia of American Biography est un recueil en plusieurs volumes d'articles biographiques et de portraits d'américains, publiée depuis les années 1890.  La principale méthode de collecte des données consistait à envoyer des questionnaires aux sujets ou à leurs proches. Il compte plus de 60 000 entrées, en 63 volumes. Les entrées ne sont pas créditées. Le rédacteur en chef était James Terry White. Il est plus complet que le Dictionary of American Biography et l'American National Biography, mais moins savant car il ne cite pas les sources originales utilisées pour l'information,